# 特拉洛克

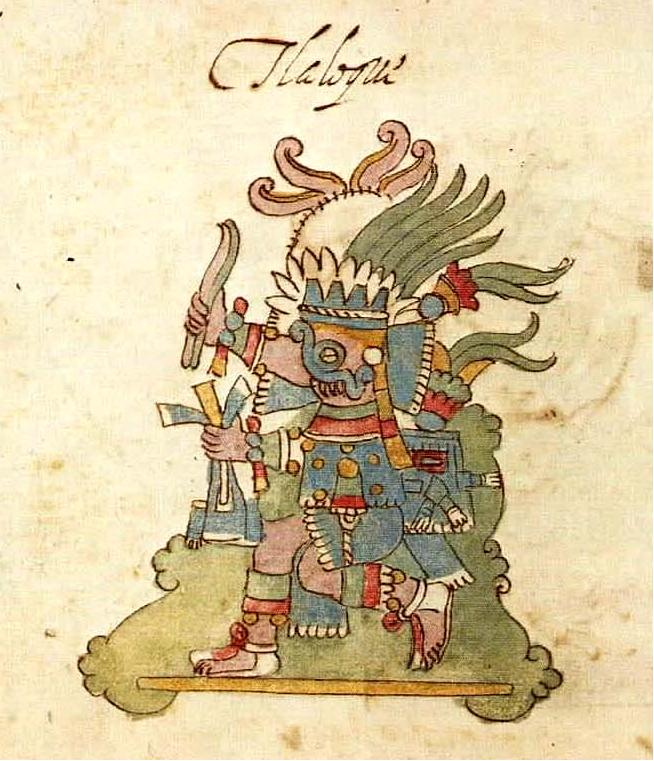
16世紀晚期Codex Rios中所繪的特拉洛克。

特拉洛克（古典納瓦特爾語：Tlaloc；ˈtɬaːlok）是阿茲特克的雨神，祂在農業中的角色非常重要，因為祂主宰了雨季及旱季，也能帶來洪水、冰雹或風暴。
祂的妻子或說是女性面相是查爾奇赫特利奎，一位與河、湖、海相關的女神。
特拉洛克在馬雅神話中對應的神是恰克，在米斯特克神话中对应扎维。

## 神話
特拉洛克統轄阿茲特克傳說中的第三太陽──一個傳說中的時代，後來毀於暴雨，特諾奇蒂特蘭最受墨西加人敬愛的兩位神明都在大神廟上供奉，其中的一位就是祂。（另一位是戰神維齊洛波奇特利）

## 流行文化
1. 大航海時代IV中，有一柄武器叫「托拉洛克的小刀」。
2. 世紀帝國III，阿茲特克文明擁有一種名為雨神獨木舟的強力戰船；還有一張名為「雨神神殿援助」的卡片：可讓玩家付出1000金幣的代價，換取8名鷹武士，並且增加鷹武士的射程。
3. Fate/Grand Order中，作為4星Pretender職階從者出場。配音︰本多真梨子